# شانتيكو

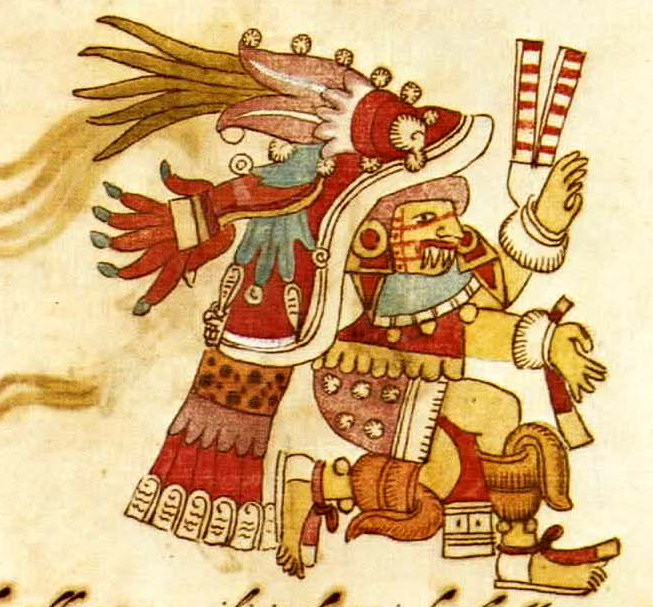
شانتيكو

شانتيكو (بالإنجليزية: Chantico) الربة الأزتيكية لنيران الموقد والبراكين. عندما خرقت حظر أكل الفلفل في يوم الصيام، فأكلت سمكة مشوية مع الفلفل، حوله ارب الذرة توناكاتيكوهتلي Tonacatecuhtli إلى كلبة. ويعني اسمها «تلك القاطنة في المنزل».

## معرض صور

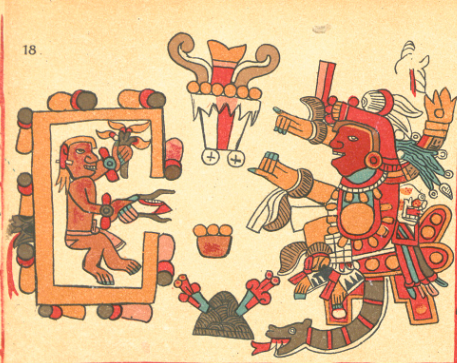
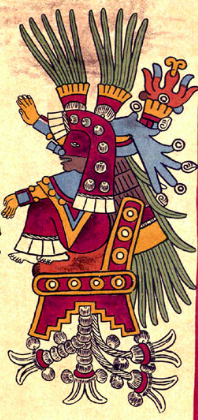
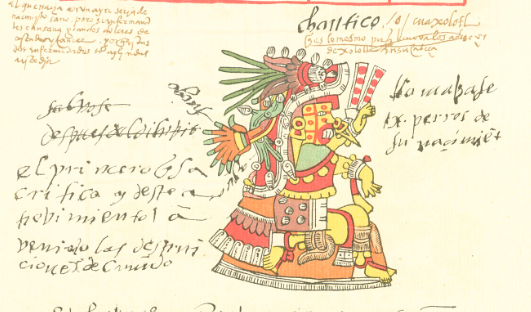
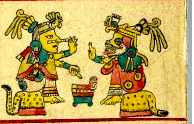
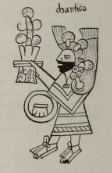